# Christien Anholt
Pour les articles homonymes, voir Anholt.
Christien Anholt, né le 25 février 1971, est un acteur britannique de théâtre, de télévision et de cinéma surtout connu pour avoir interprété le rôle de Nigel Bailey dans la série télévisée Sydney Fox, l'aventurière (66 épisodes),,,. Ses premiers rôles notables au cinéma incluent Marcellus aux côtés de Mel Gibson et Glenn Close dans le Hamlet de Franco Zeffirelli (1990), ou Peter Emery dans Preaching to the Perverted (1997) de Stuart Urban,,. Il est le fils de l'acteur britannique Tony Anholt et réside à Londres.
En 2021, Anholt incarne T. S. Eliot dans The Laureate de William Nunez illustrant la vie du poète et écrivain britannique Robert Graves.

## Filmographie non-exhaustive

### Cinéma
| Année | Titre                      | Réalisation       | Rôle                 | Notes                                               |
| ----- | -------------------------- | ----------------- | -------------------- | --------------------------------------------------- |
| 1989  | L'Ami retrouvé             | Jerry Schatzberg  | Hans Strauss (jeune) | Der wiedergefundene Freund en Allemagne de l'Ouest. |
| 1997  | Preaching to the Perverted | Stuart Urban      | Peter Emery          |                                                     |
| 1990  | Hamlet                     | Franco Zeffirelli | Marcellus            |                                                     |
| 1998  | Appetite                   | George Milton     | Nelson               | ,                                                   |
| 1992  | La Puissance de l'ange     | John G. Avildsen  | Date at Dinner       |                                                     |
| 2006  | Dark Corners (en)          | Ray Gower         | David Hamilton       |                                                     |
| 2006  | Flyboys                    | Tony Bill         | Higgins              |                                                     |
| 1997  | The Harpist (film) (en)    | Hansjörg Thurn    | Ferdinand Rupitsch   | Die Harfenspielerin en Allemagne.                   |
| 2021  | The Laureate               | William Nunez     | T. S. Eliot          | [ 11 ]                                              |

### Télévision
- 1989 : Doctor Who : Épisode « The Curse of Fenric » : Perkins
- 1991 : Un contre le vent (One Against the Wind) (TV) : Maurice Lindell
- 1995 - 1996 : Cadfael (TV) : Meriet (Saison 2 épisode 2: l'apprenti du diable)
- 1998 : Felicity (TV)
- 1999 - 2002 : Sydney Fox, l'aventurière (TV) : Nigel Bailey
- 2003 : Aventure et Associés (TV) : Frère Jean (Saison 1 épisode 12: l'Ange gardien)
- 2007 : Ben 10 : Course contre-la-montre (Ben 10: Race Against Time) (TV) : Eon

## Distinctions

### Nominations
- Nomination du Meilleur Acteur pour L'Ami retrouvé en 1989 au Festival de Cannes